# Манглиш
Ма́нглиш —  основанный на английском языке креольский язык, на котором говорят жители Малайзии. Лексика языка базируется, однако, не только на английском и малайском языках, но также на южноминьском, мандаринском и кантонском диалектах китайского языка, а также на тамильском языке.

## История возникновения
Как и родственный ему синглиш, манглиш ведёт свою историю от времён британской колонизации, когда на английском языке общались находившиеся в Малайзии англичане, а местные жители предпочитали говорить на малайском. Даже после того, как малайский язык в 1968 году получил статус официального, в повседневной речи используется множество заимствованных слов, что и позволяет говорить о возникновении креола. Благодаря влиянию телевизионных фильмов и рекламы, в манглиш проникли также лексические единицы американского и австралийского сленгов.
Манглиш следует отличать от малайзийского английского: для манглиша, как для креола, характерно упрощение грамматики и синтаксиса, множественные языковые контаминации, в то время как малайзийский английский является лишь диалектом английского языка. Некоторые источники, впрочем, классифицируют манглиш как социолект малайзийского английского, характерный для неформального общения.

## Характерные особенности
- Заметным отличием манглиша от литературного английского языка является частое употребление суффиксов -lah, -nah, -meh[1] в качестве смысловых усилителей.
- У людей, общающихся на манглише, встречается переключение кодов. В частности, к словам малайского могут прибавляться английские аффиксы, что характеризует язык как аналитический.
- В манглише сохранились некоторые архаизмы английского языка времён колонизации, например, слово outstation, в современном английском сохранившее только значение «блокпост, застава», в манглише по-прежнему может означать «место за городской чертой»[2].